# Auguste-Louis d'Anhalt-Köthen
Auguste-Louis (9 juin 1697, Köthen – 6 août 1755, Köthen) est prince d'Anhalt-Köthen de 1728 à sa mort.
Fils cadet du prince Emmanuel-Lebrecht d'Anhalt-Köthen et de sa femme Gisèle-Agnès de Rath, il succède à son frère aîné Léopold, mort de la variole en novembre 1728, quelques mois après son fils et héritier.

## Descendance
Le 23 janvier 1722, Auguste-Louis épouse morganatiquement Agnès-Wilhelmine de Wuthenau (4 décembre 1700 – 14 janvier 1725). Ils ont deux filles :
- Gisèle-Henriette (16 décembre 1722 – 16 décembre 1728) ;
- Agnès-Léopoldine (31 mai 1724 – 28 juillet 1766).

Le 14 janvier 1726, Auguste-Louis se remarie à Sorau avec Christine-Jeanne-Émilie (15 septembre 1708 – 20 février 1732), fille du comte Erdmann II de Promnitz. Ils ont cinq enfants :
- Christiane-Anne d'Anhalt-Köthen (5 décembre 1726 – 2 octobre 1790), épouse en 1742 le comte Henri-Ernest de Stolberg-Wernigerode ;
- Frédéric-Auguste (1er novembre 1727 – 26 janvier 1729) ;
- Jeanne-Wilhelmine d'Anhalt-Köthen (4 novembre 1728 – 17 janvier 1786), épouse en 1749 le prince Jean-Charles-Frédéric de Carolath-Beuthen (de) ;
- Charles-Georges-Lebrecht d'Anhalt-Köthen (15 août 1730 – 17 octobre 1789), prince d'Anhalt-Köthen ;
- Frédéric-Erdmann d'Anhalt-Pless (27 octobre 1731 – 12 décembre 1797), prince d'Anhalt-Pless.

Le 21 novembre 1732, Auguste-Louis épouse à Sorau en troisièmes noces Anne-Frédérique (30 mai 1711 – 31 mars 1750), fille du comte Erdmann II de Promnitz et sœur cadette de sa deuxième femme. Ils ont deux filles :
- Charlotte-Sophie (25 août 1733 – 6 septembre 1770) ;
- Marie-Madeleine-Bénédicte (22 mars 1735 – 7 novembre 1783).